# Willem Leonard Brugsma
Willem Leonard (Boebie) Brugsma (Aerdenhout, 18 juli 1922 – Bilthoven, 4 september 1997) was een Nederlands journalist. Hij werkte voornamelijk onder de naam W.L. Brugsma.

## Biografie
Tijdens de Tweede Wereldoorlog zat Brugsma in het verzet. Hij werd in Parijs gearresteerd. Hij overleefde een aantal concentratiekampen, waaronder Neuengamme, Natzweiler-Struthof en Dachau. Aan deze periode dankt hij ook zijn bijnaam Boebie. Hij werd in de kampen als jongeman door oudere gevangenen met Bub (jongen) aangeduid. Na de capitulatie van Duitsland organiseerden enkele andere Nederlandse gevangenen, onder wie Carel Steensma en Hans Teengs Gerritsen, een autobus waarmee het gezelschap naar Nederland reisde. De bus werd aanvankelijk bij Vaals tegengehouden, omdat de inzittenden niet over geldige papieren beschikten.
In 1946 begon hij als journalist bij de Haarlemsche Courant en in 1954 stapte hij over naar de Grote Provinciale Dagbladen (GPD). In 1965 werd hij adjunct-hoofdredacteur bij de Haagsche Courant en een jaar later volgde zijn aanstelling als hoofdredacteur van het weekblad Haagsche Post, wat hij tot 1975 zou blijven. Hierna stapte hij over naar de televisie, waarmee hij landelijk bekend werd als "W.L. Brugsma". In 1976 werd hij presentator en commentator van de actualiteitenrubriek Achter het Nieuws (VARA). Van 7 oktober 1977 tot 25 september 1979 was hij centrale presentator van VARA-Visie naast Koos Postema. Van 1983 tot 1986 presenteerde hij het discussieprogramma Het Capitool (NOS) vanuit 's-Graveland. 

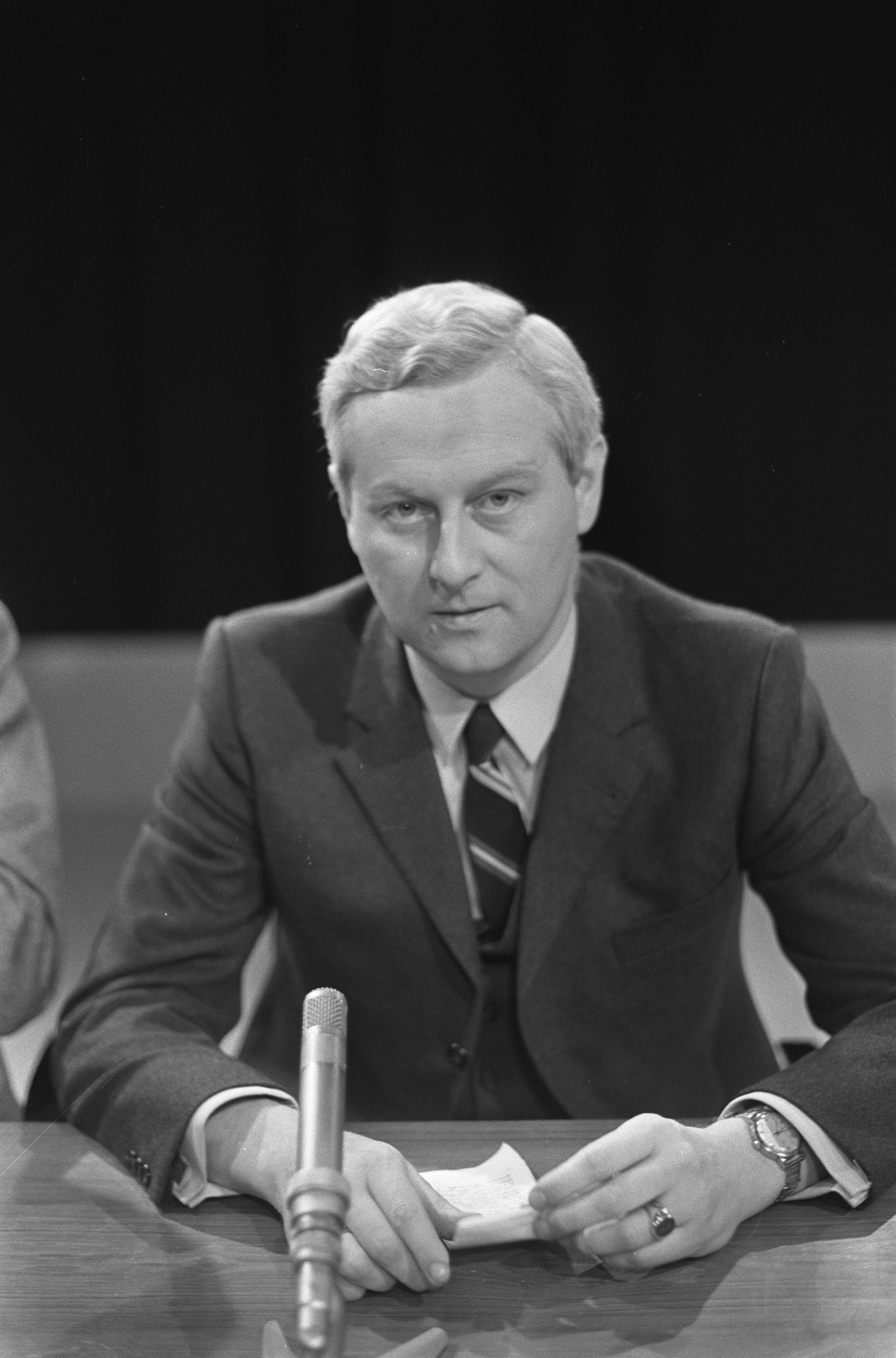
Brugsma in 1969

In 1991 maakte Brugsma voor televisie een interview met koningin Beatrix en prins Claus ter gelegenheid van hun 25-jarig huwelijksjubileum. Hij overleed op 75-jarige leeftijd en werd begraven op Den en Rust in Bilthoven. Prins Claus woonde de begrafenis bij.

## Publicaties
Brugsma heeft meerdere boeken geschreven, onder meer over Europa. Bekend zijn Europa, Europa (1983), Lotgenoten: Europese verhalen (1987) en Vrede is het alleen in de pauze (1993). De memoires die Brugsma tussen augustus 1996 en augustus 1997 publiceerde in HP/De Tijd werden, met een voorwoord van Hans van Mierlo, gebundeld onder de titel Beroep: journalist. Het boek verscheen als Kerstgeschenk 1997 voor de lezers van HP/De Tijd. 
In 1950 publiceerde Brugsma onder de schuilnaam "Willem Leonard" een autosportboek over de destijds bekende rallyrijder en autocoureur Maus Gatsonides, getiteld Rallyes en Races: Gatsonides' avonturen, een uitgave van Holdert & Co. te Amsterdam.

## Prijs
In 1995 ontving Brugsma de Dr. J.P. van Praag-prijs van het Humanistisch Verbond.

## Anekdote
Een bekende anekdote over Brugsma is dat hij na de oorlog solliciteerde naar een baan bij het weekblad Elsevier. Hij sprak vloeiend Engels, Duits en Frans en vertelde dit trots tijdens zijn sollicitatiegesprek. De directeur van Elsevier, Henk Lunshof, adviseerde hem daarop droogjes: "Dan moet u oberkelner worden."
"Boebie Brugsma", een koosnaam uit zijn kindertijd, nam in 1970, als Nederlands publicist, deel aan de Bilderbergconferentie, in Bad Ragaz, Zwitserland.

## Biografie
W.L. Brugsma - Beroep: Journalist (HP/DeTijd, 1997) Bundeling memoires gepubliceerd in HP/DeTijd tussen augustus 1996 en augustus 1997. 